# غادة عبود
غادة عبود كاتبة وروائية وممثلة سعودية.

## مسيرتها الأدبية والفنية
تخرجت غادة عبود من الجامعة الأمريكية بالقاهرة بعد أن حصلت منها على درجة الكالوريوس في الصحافة والإذاعة والتليفزيون، ثُم عملت بعد تخرّجها كمراسلة صحفية ثم كمذيعة قبل أن تبدأ مسيرتها الأدبية بكتابة روايتها الأولى «بايبولار» والتي شاركت بها في عدة مسابقات وفعاليات أدبية كان من أهمها مهرجان فيلا غيليه الأدبي في فرنسا عام 2021. كتبت غادة عبود بعد ذلك نصوصًا ادبية تنوعت ما بين النصوص المسرحية والروائية، كما خاضت تجربة التمثيل من خلال المُشاركة بالتمثيل في عروض مسرحية من تأليفها، ثم انطلقت بعد ذلك لتشارك في عدد من العروض المسرحية والأفلام السينمائية القصيرة والطويلة.

## أعمالها

### المؤلفات
- بايبولار: رواية صدرت عام 2018.[4]
- سليق وباقيت: مسرحية.
- العشاء الخامس: رواية صدرت عام 2022 خلال فعاليات معرض الرياض الدولي للكتاب عن دار أثر للنشر والتوزيع بالرياض.[5][6]

### الأفلام
- بلوغ: أنتج عام 2021.
- انصراف: فيلم قصير أنتج عام 2022.

### المسلسلات
- ليالي الشميسي: أنتج عام 2025، ولعبت فيه دور «ام نورة»

## التكريمات والجوائز
أختيرت رواية العشاء الخامس لغادة عبود ضمن القائمة القصيرة لجائزة القلم الذهبي، كما حاز فيلم انصراف الذي شاركت غادة عبود في بطولته على جائزة لجنة التحكيم الخاصة من مهرجان القاهرة السينمائي الدولي عام 2024.

## وصلات خارجية
- صفحتها على قاعدة بيانات الأفلام العربية
- صفحتها على موقع جود ريدز